# Selyem (novella)
A Selyem Alessandro Baricco olasz író 1996-ban megjelent novellája, melyből 2007-ben film is készült.

## A szerző a könyvről (Fülszöveg)
Ez nem regény. Nem is elbeszélés. Ez egy történet. Olyan férfiról, aki beutazza a világot, s a végén egy szeles tó partján ül egész nap. A férfi neve Hervé Joncour. A tóét nem tudni.
Mondhatnánk, hogy szerelmi történet. De ha csupán az volna, nem érné meg elmondani. Szerepel benne vágy és fájdalom, mindkettőről tudjuk, mi fán terem, még sincs rá igazi szavunk. Mert szerelemnek nem szerelem. (Régi fogás. Ha nem tudunk nevet adni valaminek, akkor történetnek mondjuk. Ez már csak így van. Évszázadok óta.)
Minden történetnek zenéje van. Ennek fehér zenéje. Ez fontos, mert a fehér zene különös muzsika, időnkint zavarba ejtő: halkan szól, és lassan kell táncolni rá. Ha jól játsszák, olyan, mintha a csönd szólna, s akik szépen táncolják, úgy tűnik, meg sem mozdulnak. Átkozottul nehéz a fehér muzsika.
 Sok hozzáfűznivalóm nincs. Talán jobb, ha tisztázom még, hogy tizenkilencedik századi történetről van szó: fontos, hogy senki se várjon repülőgépeket, mosóautomatákat és pszichiátereket. Nincsenek. Bár ma se volnának. A. B.

## A könyvről írták
"Kicsit olyan a történet is, mint egy japán metszet, nagyon egyszerű, nagyon profi és nagyon szép. Kevés szóval (nincs száz oldal) és jól megírt rövid mondatokkal mesél az úgynevezett szerelemről, vagy inkább a vágyódásról. Vágyódásunkról a Szerelemre, anélkül, hogy egy pillanatra is nyálas lenne vagy közhelyes vagy unalmas vagy túlzó." – Isolde olvasónaplója
"Ez az erőteljes és erotikus mese megmutatja, az ember vágya hogyan fenyeget az élet tönkre tételével."
"Végül is ez egy megdöbbentő írás. Szívszorító, elbűvölő és szenvedélyes." Reading Matters
"Egy óra álom" Le Monde
"Rejtélyes és szikrázó" Le Figaro

## Szereplők
- Hervé Joncour
- Hélène Joncour, Hervé felesége
- Baldabiou
- Hara Kei
- Lányka arcú nő
- Madame Blanche

## A történet röviden
Hervé Joncour Japánba utazik, hogy selyemhernyót vásároljon szülőfalujának selyemszövödéi számára. Meglát egy lányka arcú nőt, akinek szemei nem keleti metszésűek, mondhatni beleszeret. A nő is – Hara Kei, a nagyhatalmú japán úr asszonya – vonzódik a francia férfihoz. Hervé nem csak az üzlet miatt tér vissza évről évre Hara Kei falujába. Amíg távol van, otthon Hélène, szerető és szeretett felesége várja. Egyik évben Hervé felégetve találja Hara Kei faluját…

## Cselekmény
Hervé Joncour Lavilledieu polgármesterének fia, a történet kezdetén, 1861-ben 32 éves. Baldabiou az a férfi, aki befektetéseivel és hozzáértésével Lavilledieu városát a selyemhernyó-termesztés és a selyemszövés egyik legnagyobb európai központjává tette. Hervé, Baldabiou hatására 24 éves korában a katonai pályát elhagyva a város szövödéinek selyemhernyó pete beszerzője lett. Mivel az európai selyemhernyó tenyészetek fertőzöttek, évről évre Afrikában szerzi be a szükséges petéket. 1861-ben azonban már az afrikai és az indiai peték is használhatatlanok, ezért októberben Hervé Japánba indul.
Hosszú út után, Japánban Hervé egy fekete selyemfátyollal takart férfitől vásárol petéket. Az üzlet megkötése után Hara Kei, a japán úr látni akarja Hervét, megkéri meséljen magáról. Hara Kei mellett egy leányka arcú nő fekszik, szeme nem keleti metszésű, feszülten figyeli Hervét.
1862. áprilisának első vasárnapján Hervé hazaérkezik. A japán pete szállítmány kitűnő minőségűnek bizonyul, Hervé gazdaggá válik.
Ősszel újra elindul Japánba, hogy a következő évi selyem gyártáshoz a petéket beszerezze. Második alkalommal Hara Kei egy tó partján várja francia barátját. A leányka arcú nő is vele van, a tóban fürdik. Hervé kesztyűjét a parton a nő ruhájára ejti. Négy napig vendégeskedik Hara Kei falujában, az utolsó nap reggelén megcsodálja a Hara Kei otthona mellett álló madárházat. A keleti férfiak szeretőjük hűségét különleges madarakkal jutalmazzák. Este a szokásostól eltérően zajlik a fürdés szertartása, valamint Hervé egy japán jelekkel írt üzenetet is kap.
Április első vasárnapján Hervé megérkezik, felesége várja. Hosszú ideig nem próbálja megfejteni az üzenet titkát, majd Baldabiou tanácsára felkeresi Madame Blanche-t, a gazdag japán hölgyet, aki egy textilüzletet és egy bordélyházat üzemeltet. Madame Blanche lefordítja az üzenetet: "Jöjjön vissza, vagy meghalok." Hervé két hétre a Riviérára utazik feleségével. Reménykednek, hogy utazásuk alatt Hélène teherbe esik.
Szeptemberben a japán polgárháborús híreknek, és egyéb tényezőknek köszönhetően bizonytalanná válik Hervé következő útja. Baldabiou minden érintett véleményét meghallgatja, Hervé nem akarja befolyásolni a vitát, Baldabiou döntésére hagyatkozik: októberben újra elindul Japánba. Amikor Hervé megérkezik a faluba Hara Kei palotája felett sok száz madár repked az égen. Hervé találkozik a leányka arcú nővel, akinek a szemei nem keleti metszésűek.
Aznap este Hara Kei mulatságra hívja otthonába Hervét. Hervé és a lányka arcú nő tekintete újra és újra találkozik. Hervé egy keleti nővel tölti az éjszakát, a lányka arcú nő kívánságára. Másnap reggel Hervé megveszi a petéket Hara Kei egyik emberétől, kiderül Hara Kei és asszonya időközben elhagyták a falut. A madárház újra zárva, benne a sok száz madár.
Hervé hazatérve a falu döbbenetére megvásárolja egy halott ember, elhagyatott házát, és nem kezd vele semmit. Visszavonultan él, a parkját tervezgeti, és egy madárházat. Amikor Hélène megkérdezi, mire való a madárház, Hervé azt feleli, hogy "Tele rakod madarakkal, amennyivel csak bírod, aztán egy szép napon amikor boldogság ér, kinyitod és nézed, amint elrepülnek."

Hervé és Hélèn Nizzába utaznak, Hélèn úgy véli a nyugalom enyhíti majd férje mélabúját. Egy este elfogadják egy olasz báró születésnapi ünnepségére szóló meghívást, Hélène egy fiatalember mellett ül, aki korábban bizonyosan járt Madame Blanche-nál. Hélène egy ártatlan mozdulata felketi Hervé féltékenységét. Hervé a szalonban, ittasan azt mondja egy idegennek: "Közölnöm kell valami fontosat monsieur. Mindnyájan csodálatosak vagyunk, és mindnyájan undorító dolgokat művelünk."
Hervé következő utazása Japánba lehetetlennek tűnik: háborús hírek érkeznek, ráadásul lehetőség van megfelelő minőségű peték beszerzésére, és a francia tenyészet fertőzött petéit izolálni. Baldabiou Hervé elé tárja a helyzetet, Hervé kijelenti, mindenképp elmegy Japánba. Baldabiou némi hazugság árán meggyőzi a szövödék tulajdonosait, hogy támogassák Hervé útját, ám Hélène-t nem tudja becsapni, elárulja, hogy Hervé akar Japánba menni. Hervé negyedik alkalommal is útra kel.
Hara Kei faluját felégetve találja. Minden racionalitás ellenére hosszú órákig marad az elpusztult faluban, majd egy kisfiú jelenik meg, átadva Hervé-nek a kesztyűt, amit a tónál ejtett el. Hervé követi a fiút, napokig együtt lovagolnak, amikor utol érik a falu egykori lakosainak karavánját. A lányka arcú nő egy minden oldalról selyemkelmékkel takart hordszékben utazik. Hara Kei távozásra szólítja fel Hervé-t. Másnap Hervé felakasztva találja a kisfiút, aki a elkísérte őt. Hara Kei fegyvert szorít Hervé fejéhez.
Hervé mégis csak szerez selyemhernyó petéket, de versenyt fut az idővel: a peték szállíthatóak, ám ha kikelnek, a lárvák a dobozban elpusztulnak. Hervé a szokásosnál egy hónappal később ér haza, élettelen lárvákkal. Hélène halottnak hitt férjét, megkönnyebbüléssel vegyes örömmel fogadja. Hervé – hogy a munka nélkül maradt falu gondjait enyhítse – megépítteti a megálmodott parkot benne egy mesterséges tóval.
Baldabiou megkéri barátját, mondja el az igazságot az útjáról. Hervé pedig elmesél mindent.
Fél évvel hazatérése után Hervé levelet kap. A levélben japán szöveg, a levelet öt nappal később újra Madame Blanche fordítja le. A levél erotikusan túlfűtött, az utolsó lapon örök búcsú. Madame Blanche félreérthetetlenül felkínálkozik, ám Hervé nem él a lehetőséggel.
Hervé következő évei derűs nyugalomban telnek, feleségével utazgatnak. A faluban csodálják, mert benne vélik felfedezni a "létezés egzakt módját." Szeles napokon órák hosszat ül a tó partján. Hervé első japán útja után 10 évvel Baldabiou elhagyja a falut. Három évvel később Hélène meghal. Hervé a Hélène sírján talált egyik koszorút felismerve, újra felkeresi Madame Blanche-t.
Madame Blanche beismeri, hogy Hélène kérésére a levelet ő fordította, de elmondja, hogy a levelet maga Hélène írta. Hervé még 23 évet él, főleg parkja gondozásával töltve az időt, szeles napokon a tó partján üldögélve.

## Magyarul
- Selyem (Seta); ford. Székely Éva; Helikon, Bp., 1997 ISBN 9632084802